# Anaphes australia
Anaphes australia är en stekelart som först beskrevs av Girault 1920.  Anaphes australia ingår i släktet Anaphes och familjen dvärgsteklar. Inga underarter finns listade i Catalogue of Life.